# O Marquês da Bacalhoa
O Marquês da Bacalhoa é um romance a clef do escritor português António de Albuquerque, publicado em 1908 e supostamente impresso na Imprimerie Liberté, em Bruxelas, mas na realidade publicado em Lisboa, numa tipografia da rua do Arco da Bandeira pelo editor militante Gomes de Carvalho.  A publicação causou enorme escândalo e polémica, pela caricatura crítica que faz da família real e da classe política contemporânea, bem como pelo lesbianismo com que caracteriza a rainha D. Amélia.

## Polémica
Concluído em 1907, o romance a clef "O Marquês da Bacalhoa", seria publicado no ano seguinte, numa época de grande tumulto da história portuguesa, pouco antes do regicídio e da implantação da república. Pelo retrato transparente que faz dos principais atores políticos deste período, de onde se destacam o rei D. Carlos (o Marquês da Bacalhoa), apresentado como o supremo lúbrico e hedonista, e o “ditador” João Franco (o Neves), ambos em diálogo com o conservador e romântico Mouzinho de Albuquerque (D. Álvaro de Luna), o herói da pacificação de Moçambique depois da derrota do régulo Gungunhana, e sobretudo por utilizar explicitamente os rumores que corriam sobre o lesbianismo da rainha D. Amélia (a Marquesa de Bacalhoa) como argumento central do enredo, o livro causou enorme escândalo à época e foi proibido, o que estimulou ainda mais a curiosidade do público, que correu a comprá-lo clandestinamente, apesar do seu preço muito elevado, esgotando rapidamente os 6000 exemplares que terão sido impressos.
A Marquesa de Bacalhoa (a rainha D. Amélia) será, com efeito, uma das grandes protagonistas do romance, com a sua «predileção criminosa pelos amores sáficos», resultante da sua “educação num meio beato e dissoluto, viciado desde criança pelas amigas, ávidas amantes do seu corpo alvo e arredondado; o misticismo característico de todas as grandes invertidas», bem como, mais tarde, de um «casamento» que viria a «desiludi-la cruelmente do homem», do «sofrimento da gravidez, tendo o doloroso parto por epílogo» e de tudo «que desgosta a mulher do macho, a lança na prática das sensualidades mais requintadas, mais ardentes e menos perigosas.»

## Receção
A leitura contemporânea do romance lança luz sobre as dinâmicas políticas e sociais deste período muito importante da história portuguesa, lançando um olhar crítico sobre a fragilidade da da vida lasciva e viciosa, cínica e mesquinha da corte brigantina, da aristocracia portuguesa e dos clérigos católicos, bem como sobre as instituições, os políticos e os jornalistas portugueses, tanto monárquicos como republicanos, em que a homofobia e a misoginia imperam, e são utilizados como arma para denegrir e ridicularizar, com vista a reprimir e dominar. Numa perspetiva diametralmente oposta, ao contrário de consubstanciar a violência e o caos, o anarquismo, que a persona do autor defende apaixonadamente, é apresentado como a única ideologia que pode conduzir à completa liberdade individual e à verdadeira fraternidade. 

## Reedições
- Marquês da Bacalhoa, Lisboa: INCM, julho de 2002, 206 pp.
- O Marquês da Bacalhoa, Lisboa: INDEX ebooks, 2023, 260 pp.